# Allie Nicole
Allie Nicole (Longview, Texas; 11 de enero de 1999) es una actriz pornográfica y modelo erótica estadounidense.

## Biografía
Natural del Condado de Gregg, al este de Texas, casi en la frontera con Luisiana, Allie Nicole nació en enero de 1999 en una familia ultraconservadora y religiosa, siendo hija de un predicador. En su adolescencia estuvo internada en un centro solo de chicas. Al llegar a la mayoría de edad trabajó como gerente de ventas para AT&T, empresa para la que trabajó un año.
Con 19 años decidió romper con su pasado y se trasladó a California, siguiendo los pasos de una compañera del internado que había realizado algunas escenas como actriz. Ésta, April Aniston, le pasaría el contacto de su agencia de representantes en ATMLA, con la que acabaría fichando y debutando en la industria pornográfica como actriz en octubre de 2018, a los 19 años.
Pese a estar representada inicialmente por ATMLA, al poco tiempo de grabar sus primeras escenas pasó a ser contratada por la agencia de talentos Motley Models. Como actriz ha llegado a grabar escenas con estudios como Deeper, Blacked, Bangbros, Mile High, Hustler Video, Naughty America, Jules Jordan Video, Digital Playground, Mofos, Reality Kings, Evil Angel o Hard X, entre otros.
En 2020 consiguió su primera nominación en los Premios AVN en la categoría de los fanes a la Debutante más caliente.
Ha rodado más de 140 películas como actriz.
Algunos trabajos suyos son Art of Romance 8, Blacked Raw V24, Family Always Comes First 4, Hardcore Threesomes 4, Indecent Proposals 2, Manuel Ferrara's Ripe 8, Swallowed 27 o True Amateurs.

## Premios y nominaciones
| Año  | Ceremonia         | Resultado | Premio                                   | Trabajo         |
| ---- | ----------------- | --------- | ---------------------------------------- | --------------- |
| 2020 | Premios AVN       | Nominada  | Premio fan: Debutante más caliente       | —               |
| 2020 | Spank Bank Awards | Nominada  | Best Swallower                           | —               |
| 2020 | Spank Bank Awards | Nominada  | Seductive Schoolgirl of the Year         | —               |
| 2023 | Premios XBIZ      | Nominada  | Mejor escena de sexo en película gonzo   | Blacked Raw 50  |
| 2024 | Premios XBIZ      | Nominada  | Mejor escena de sexo en película lésbica | Break and Enter |